# Neoluddismus
Neoluddismus je filozofický proud, který se staví na odpor moderním technologiím, jelikož neoluditté zastávají názor, že technologie mají negativní vliv na lidstvo a životní prostředí. Mezi jeho představitele se řadí zejména americký spisovatel Kirkpatrick Sale a americká psycholožka Chellis Glendinningová. Neoludismus vychází z luddismu (hnutí anglických dělníků za účelem zničit stroje a překazit jejich zavádění v továrnách, poněvadž se domnívali, že je okrádají o práci). Slovem luddita se také hanlivě označují osoby s technofobickými sklony. Současné hnutí neoludditů bývá spojováno s anarchoprimitivismem, radikální environmentalistikou, hlubinnou ekologií a antiglobalizačním hnutím.
Digitální svobodou  se v Česku zabývá společnost Iuridicum Remedium.

## Charakteristika
Hlavní zásady neoluddismu vytyčila Glendinningová v článku Notes towards a Neo-Luddite manifesto (1990) publikovaném ve čtvrtletníku Utne Reader. Neoluddismus dle jejích slov není proudem ryze odmítajícím moderní technologie, nýbrž usilujícím o jejich nápravu. Toho má být dosaženo úplným odstraněním technologií, jež mají devastující vliv na lidský život a společnost (tj. technologie nukleární a chemické) a jejich postupným nahrazováním alternativními technologiemi založenými na obnovitelných zdrojích.
Poněkud radikálněji přistupuje k vizi neoluddismu americký matematik a filozof Theodore Kaczynski (známý rovněž jako Unabomber). V manifestu Industrial Society and Its Future (1995) upozorňuje na nevyhnutelné omezení svobody v průmyslové společnosti – nikdy v ní nedojde ke shodě mezi svobodou a technologií. Kaczynski vidí jediné řešení v technologické revoluci, která, nikoli nutně ozbrojená, přinese fundamentální změnu v charakteru společnosti. Americký anarchoprimitivista John Zerzan naproti tomu nabádá k návratu do lovecko-sběračské společnosti.
I přesto, že je název tohoto filozofického proudu odvozen od hnutí britských ludditů, jsou mezi jeho zastánci – neoluddity – a textilními řemeslníky 19. století podstatné rozdíly. Zatímco důvody povstání ludditů proti technologiím byly čistě ekonomického a sociálního charakteru, neoluddité mají strach a nedůvěru v technologii jako takovou, zejména pak ze všech nevyhnutelných změn, které by eventuální technologický pokrok s sebou přinesl. Tam, kde ničením stroje luddita sledoval svůj individuální záměr (znovunabytí řemeslnické hrdosti) a problém (chudobu), neoluddita prostřednictvím odborných publikací, přednášek či veřejných akcí poukazuje na problém celospolečenský (např. geneticky modifikované potraviny).